# ルドヴィク・オブラニアク
ルドヴィク・オブラニアク（Ludovic Obraniak, 1984年11月10日 - ）は、フランス・モゼル県・ロングヴィル＝レ＝メス出身の元サッカー選手。現役時代のポジションはミッドフィールダー。

## 経歴

### クラブ
FCメスでプロキャリアをスタートさせた。2007年1月にスイス代表のダニエル・ギガクスを交えた移籍でリールに移籍した。2011年5月14日、クープ・ドゥ・フランス決勝・パリ・サンジェルマンFC戦では後半終了間際に直接フリーキックで決勝点を挙げ、優勝に貢献した。
2014年1月31日、ドイツ・ブンデスリーガのヴェルダー・ブレーメンへ2016年6月までの2年半契約で完全移籍した。
2015年1月14日、チャイクル・リゼスポルへレンタル移籍した。
2015年8月27日、マッカビ・ハイファFCに移籍した。

### 代表
元U-21フランス代表。FIFAのルール変更に伴い2009年8月12日のギリシャ代表との親善試合でポーランド代表としてデビューし、2得点を上げた。

## タイトル
リールOSC上げた
- リーグ・アン 2010-11
- クープ・ドゥ・フランス 2010-11

ボルドー
- クープ・ドゥ・フランス 2012-13

マッカビ・ハイファ
- グヴィア・ハメディナ 2015-16